# Greg Johnson
Gregory C. Johnson (6. března 1971 v Thunder Bay, Ontario – 8. července 2019) byl kanadský hokejový útočník.

## Osobní život
Jeho mladší bratr Ryan Johnson je taktéž bývalým hokejovým útočníkem, který v letech 1997-2011 hrával NHL. 7. července 2019 našla manželka Kristina Johnsonova v jejich domě suterénu již mrtvého Grega Johnsona. Žádná příčina smrti nebyla uvedena, policejní zprávy dospěly k závěru, že šlo o sebevraždu střelnou zbraní. Gregu Johnsonovi bylo 48, zanechal po sobě manželku a dvě dcery. 

## Hráčská kariéra
Svou juniorskou kariéru započal v rodném městě, v týmu Thunder Bay Flyers hrající USHL 1988/89. Během jediného roku působení v Thunder Bay Flyers dopomohl k zisku Clark Cupu, po skončení sezony vyhrál trofej Forward of the Year. Po skvělé sezoně byl v roce 1989 draftován do NHL ze 33. místa týmem Philadelphia Flyers, za který neodehrál žádný zápas. V letech 1989–1993 navštěvoval University of North Dakota, který měl hokejový tým v lize Western Collegiate Hockey Association. V roce 1991 odehrál svůj jediný turnaj v juniorském věku, z mistrovství světa juniorů si odvezl zlatou medaili.
20. června 1993 byl vyměněn do Detroit Red Wings. 5. října 1993 debutoval v nejprestižnější hokejové lize světa NHL, v utkáni za Detroit Red Wings vstřelil rovněž první branku v kariéře proti Dallas Stars. V první sezoně v profesionální lize odehrál celkem sedm zápasů na farmě Adirondack Red Wings působící v soutěži AHL. Jako nováček v týmu dopomohl k úspěchu týmu k prvnímu místu v centrální divizi. V průběhu sezony byl zapůjčen na měsíc ke Kanadské hokejové reprezentace k přípravě na účast olympijských her 1994. Dostal se do nominace a z osmi odehraných zápasů nasbíral tři asistence a s kanadskou reprezentaci slavil zisk stříbrných medailí. Po úspěchu se vrátil do Detroitu. Nejvíce užitečným hráčem v Detroitu byl v ročníku 1995/96, kdy nastřádal 40 kanadských bodů. 27. ledna 1997 byl vyměněn za švédského útočníka Tomase Sandströma do Pittsburgh Penguins. V Pittsburghu neodehrál příliš mnoho zápasů, 27. října 1997 byl vyměněn za finského obránce Tuomase Grönmana z Chicago Blackhawks. V Chicago Blackhawks odehrál pouze sezonu 1997/98, ze 69 odehraných zápasů nastřádal 33 kanadských bodů.
26. června 1998 byl vybrán Nashville Predators v rozšiřovacím draftu a k týmu se připojil. V týmu nováčka NHL zaznamenal nejlepší sezonu v kariéře, bodově dosáhl hranici 50 bodů, což se mu již nikdy nepodařilo. Během následujících tří sezon (1999–2002) nevynechal jediný zápas v NHL. Po odchodu kapitána Toma Fitzgeralda byl jmenován v roce 2002 novým kapitánem týmu. Sezónu 2002/03 byl sužován zraněním, vážně zranění utrpěl 21. října 2002 proti Vancouver Canucks (otřes mozku). Po návratu ze zranění dokázali s týmem v sezoně 2003/04 historický postup do playoff. Během výluky v NHL 2004/05 nikde nehrál. Pokles výkonnosti zaznamenal v ročníku 2005/06, ze 68 odehraných zápasů nasbíral pouhých 19 bodů. 14. srpna 2006 podepsal smlouvu s týmem Detroit Red Wings jako volný hráč. Po jeho odchodu z Nashville Predators byl Kimmo Timonen jmenován novým kapitánem. Za Red Wings však neodehrál žádný zápas, v tréninkovém kempu Red Wings mu diagnostikovali abnormální činnost srdce. Kvůli zdravotním problémům 11. října 2006 oficiálně ukončit hráčskou kariéru.

## Ocenění a úspěchy
- 1989 USHL – Forward of the Year
- 1991 WCHA – První All-Star Tým
- 1991 NCAA – První All-American Tým (západ)
- 1992 WCHA – První All-Star Tým
- 1992 NCAA – Druhý All-American Tým (západ)
- 1993 WCHA – První All-Star Tým
- 1993 NCAA – Druhý All-American Tým (západ)

## Prvenství
- Debut v NHL – 5. října 1993 (Detroit Red Wings proti Dallas Stars)
- První gól v NHL 5. října 1993 (Detroit Red Wings proti Dallas Stars, kanadskému brankáři Andy Moog)
- První asistence v NHL 13. října 1993 (St. Louis Blues proti Detroit Red Wings)

## Klubové statistiky
| Sezóna       | Klub                 | Soutěž       |     | Základní část | Základní část | Základní část | Základní část | Základní část |   | Play off | Play off | Play off | Play off | Play off |
| Sezóna       | Klub                 | Soutěž       | Z   | G             | A             | B             | TM            | Z             | G | A        | B        | TM       |          |          |
| 1988–89      | Thunder Bay Flyers   | USHL         | 47  | 32            | 64            | 96            | 4             | 12            | 5 | 13       | 18       | 0        |          |          |
| 1989–90      | U. of North Dakota   | WCHA         | 44  | 17            | 38            | 55            | 11            | —             | — | —        | —        | —        |          |          |
| 1990–91      | U. of North Dakota   | WCHA         | 38  | 18            | 61            | 79            | 6             | —             | — | —        | —        | —        |          |          |
| 1991–92      | U. of North Dakota   | WCHA         | 39  | 20            | 54            | 74            | 8             | —             | — | —        | —        | —        |          |          |
| 1992–93      | U. of North Dakota   | WCHA         | 34  | 19            | 45            | 64            | 18            | —             | — | —        | —        | —        |          |          |
| 1992–93      | Kanadský národní tým | Mez.         | 23  | 6             | 14            | 20            | 2             | —             | — | —        | —        | —        |          |          |
| 1993–94      | Kanadský národní tým | Mez.         | 14  | 2             | 9             | 11            | 4             | —             | — | —        | —        | —        |          |          |
| 1993–94      | Adirondack Red Wings | AHL          | 3   | 2             | 4             | 6             | 0             | 4             | 0 | 4        | 4        | 2        |          |          |
| 1993–94      | Detroit Red Wings    | NHL          | 52  | 6             | 11            | 17            | 22            | 7             | 2 | 2        | 4        | 2        |          |          |
| 1994–95      | Detroit Red Wings    | NHL          | 22  | 3             | 5             | 8             | 14            | 1             | 0 | 0        | 0        | 0        |          |          |
| 1995–96      | Detroit Red Wings    | NHL          | 60  | 18            | 22            | 40            | 30            | 13            | 3 | 1        | 4        | 8        |          |          |
| 1996–97      | Detroit Red Wings    | NHL          | 43  | 6             | 10            | 16            | 12            | —             | — | —        | —        | —        |          |          |
| 1996–97      | Pittsburgh Penguins  | NHL          | 32  | 7             | 9             | 16            | 14            | 5             | 1 | 0        | 1        | 2        |          |          |
| 1997–98      | Pittsburgh Penguins  | NHL          | 5   | 1             | 0             | 1             | 2             | —             | — | —        | —        | —        |          |          |
| 1997–98      | Chicago Blackhawks   | NHL          | 69  | 11            | 22            | 33            | 38            | —             | — | —        | —        | —        |          |          |
| 1998–99      | Nashville Predators  | NHL          | 68  | 16            | 34            | 50            | 24            | —             | — | —        | —        | —        |          |          |
| 1999–00      | Nashville Predators  | NHL          | 82  | 11            | 33            | 44            | 40            | —             | — | —        | —        | —        |          |          |
| 2000–01      | Nashville Predators  | NHL          | 82  | 15            | 17            | 32            | 46            | —             | — | —        | —        | —        |          |          |
| 2001–02      | Nashville Predators  | NHL          | 82  | 18            | 26            | 44            | 38            | —             | — | —        | —        | —        |          |          |
| 2002–03      | Nashville Predators  | NHL          | 38  | 8             | 9             | 17            | 22            | —             | — | —        | —        | —        |          |          |
| 2003–04      | Nashville Predators  | NHL          | 82  | 14            | 18            | 32            | 33            | 6             | 1 | 2        | 3        | 0        |          |          |
| 2005–06      | Nashville Predators  | NHL          | 68  | 11            | 8             | 19            | 10            | 5             | 0 | 1        | 1        | 2        |          |          |
| Celkem v NHL | Celkem v NHL         | Celkem v NHL | 785 | 145           | 224           | 369           | 345           | 37            | 6 | 7        | 13       | 14       |          |          |

## Reprezentace
| Rok                       | Tým                       | Soutěž                    | Z  | G | A | B | TM |
| ------------------------- | ------------------------- | ------------------------- | -- | - | - | - | -- |
| 1991                      | Kanada 20                 | MSJ                       | 7  | 4 | 2 | 6 | 0  |
| 1993                      | Kanada                    | MS                        | 8  | 1 | 2 | 3 | 2  |
| 1994                      | Kanada                    | OH                        | 8  | 0 | 3 | 3 | 0  |
| Seniorská kariéra celkově | Seniorská kariéra celkově | Seniorská kariéra celkově | 16 | 1 | 5 | 6 | 2  |